# Малодербетовская Цаннид Чойра
Малодербетовская Цаннид-Чойра (Цаннид-Чёёря, Цанид-Чора; тиб. མཚན་ཉིད་ཆོས་གྲྭ, Вайли mtshan nyid chos grwa) — высшая буддийская духовная школа, действовавшая в начале XX века на территории Малодербетовского и Манычского улусов Калмыкии.

## История
Основание высшей философской школы Цаннид связано с появившимися в конце XIX — начале XX века в среде калмыцкого духовенства обновленческими настроениями, усилением связей калмыцких буддистов с Монголией и Тибетом. Первая школа Цаннид-Чойра была основана в урочище Нугра Малодербетовского улуса известным паломником Баазой-багши. После его смерти в 1903 года занятия там прекратились.
Однако при содействии посланника Далай-ламы XIII в Российской империи Агвана Доржиева буддийская академия Цаннид была переведена в местность Амта-Бургуста того же улуса. Весной 1906 года началось строительство храмового комплекса и жилья для учеников. За очень короткое время, с весны до осени того же года, было построено 35 домов на денежные средства, пожертвованные Далай-ламой XIII. Агван Доржиев пожертвовал 5000 руб. Кроме того, были построены лавка и хлебопекарня.
Главный храм комплекса (сюме) вмещал до 2000 молящихся, располагал изваянием Будды особенно больших размеров — в человеческий рост.
В 1907 году Агван Доржиев стал первым директором Цаннид-Чойра. Исполнял обязанности директора вплоть до 1911 года. 28 января 1908 года министром внутренних дел был утвержден устав Цаннид-Чойра. В разработке устава приняли участие старший багша (начальник хурулов у астраханской администрации) всех хурулов Манычского улуса У. Музаев, багша хурулов Кару Шюгюльдиков и Цеден Шарапов (Бова Кармаков). Они составили 27 пунктов проекта Устава на калмыцком языке, переведенные на русский язык С. Козиным.
В 1922 году состоялся переезд школы и хурула в Икичоносовский посёлок Ленинского аймака Манычского улуса (урочище Кецин Булук) — место расположения Центрального духовного совета буддистов Калмыцкой автономной области.

## Обучение
Согласно Уставу, Цанит-Чоре являлась высшим духовным учебным заведением, единственной задачей которого являлось «совершенствование в богопознании и богопочитании ради достижения блаженства в будущей жизни». Учащиеся Цанит-Чоре изучали пять предметов буддийского богословия:
1) 23 билик-парамиты буддийского богословия, изложенные в книгах «Ума» (Юм) и «Парчин»;
2) 13 томов Дулва (Виная), кратко изложенные в одном томе;
3) Зод (Абхидхарма) — краткий учебник толкований (герменевтика);
4) Намрал — курс диалектики индийского ученого Дхармакирти.
Преподавание велось на тибетском языке. В первых четырех классах учащиеся изучали сочинения буддийских богословов в изложении пандиты Дхармакирти. С 5-го по 9-й класс включительно — Юм (догматика), в 10-11-м классах — сочинения Чандракирти и Дзонхавы, в 12-м — Абхидхарму, в 13-м — Винаю (монашеская дисциплина).
Окончившие курс обучения и выдержавшие экзамен перед комиссией в составе председателя — директора школы, всех багшей хурулов улуса и учеников Чоре, получали звание дорамба. Окончившим второй курс обучения присваивалось звание гавджи, третий — гэбши, за четвертый курс звание не присваивалось. Державшие экзамен учащиеся угощали учителей и своих однокурсников чаем, тугушаем, буданом, рисом; запрещалось делать ценные пожертвования. По окончании 9 богословских классов (курсов) учащиеся группами, обычно по пять человек, сдавали экзамен на звание парчин-дома.

## Управление школой
Директора (хамбо) и преподавателей избирал совет, состоявший из настоятелей (багшей) хурулов, под председательством старшего багши улуса. В штат школы входили преподаватели: два шуплеви (инспектор-экзаменатор), три гесгю, или гебко (смотритель, классный наставник), гунзут, или унзат (регент, капельмейстер), шанзаб (казначей), зама (эконом). Шуплеви проверял знания учеников при сдаче ежегодных экзаменов и на ученые звания. Гесгю следил за поведением учащихся во время классных занятий, богослужений и собраний. Гунзут первым начинал чтение молитв в богослужениях, указывал порядок чтения, задавал ритм и тон молитв, песнопений. Шанзаб управлял хозяйственными делами школы, вел приходно-расходную книгу. Зама ему помогал, ведая продовольствием и скотоводческим хозяйством. Преподавателям Цанит-Чойра запрещалось разъезжать по улусу для получения подаяния, продажи лекарств, амулетов, им вмешиваться в светские дела населения.
Численность учащихся точно не устанавливалась. Согласно 13-летнему сроку обучения в Цанит-Чоре было 13 классов, далее пятилетний повторительный курс. Наиболее способных учеников в возрасте 15-20 лет, успешно прошедших обучение в хурулах, сдавших в хуруле экзамены и овладевших тибетским чтением, принимали в Цанит-Чоре.
Цаннид-Чойра состояла в ведении департамента духовных дел иностранных исповеданий МВД и под надзором астраханского губернатора. Школа находилась под непосредственным контролем Шаджин-ламы и старшего багши улуса.

## Распорядок

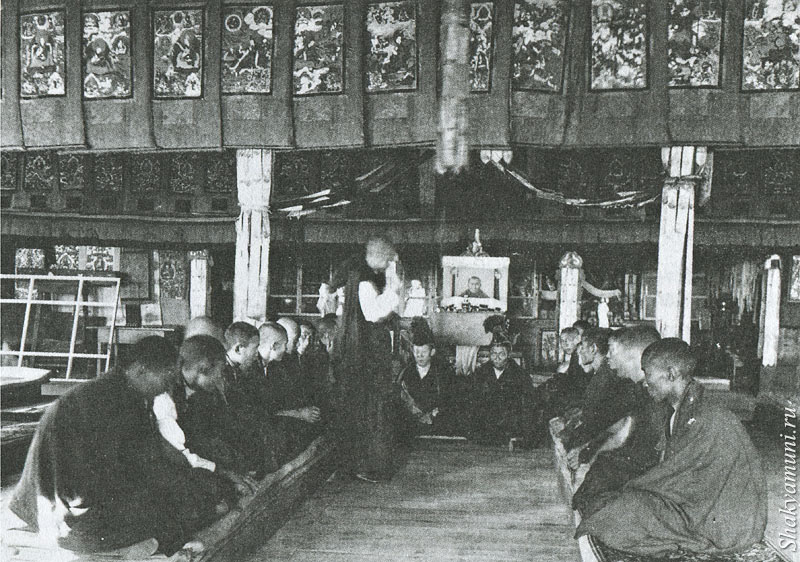
Занятия монахов в Цаннид-Чойра. Начало 1920-х

Распорядок дня для учеников подлежал определению директором Цанит-Чоре. Ученики школы должны были вставать на рассвете, перед восходом солнца собираться на общую молитву в школе по звону дунга (раковины). После молитвы отправлялись к учителям, отвечали им и брали задание. После обеда вновь по звону дунга собирались в здании школы. После молитвы отвечали уроки и отправлялись по домам. Вечером собирались в школе на общую молитву и расходились каждый по своим кельям. Летом ученики вставали в пять утра и ложились спать в 22 часа; зимой — в 7 утра, спать отправлялись в 22 часа. Порядок мог быть изменен только по распоряжению директора школы.
Ученикам запрещалось посещать друг друга без особой надобности, заниматься праздными разговорами, носить роскошную одежду, разъезжать верхом или на подводах по ярмаркам и базарам. Им строго запрещалось пить спиртные напитки, играть в карты, курить табак. Они могли лишь отлучаться в свой хотон по срочному делу или в отпуск с разрешения учителей и гебко.
Два раза в год, с 15 апреля по 20 мая и с 25 сентября по 5 октября, им давался отпуск. Аймачные старшины и багши хурулов контролировали своевременную явку учащихся из отпусков. За нарушение правил об отпуске ученики подвергались дисциплинарным взысканиям. За выполнением учениками всех этих правил строго следил гесгю. По Уставу определялась пища, которую вкушали учащиеся, — она должна была быть жидкой, как чай или кумыс. Твердую пищу (мясо) им запрещалось принимать «как затемняющую рассудок и наводящую сонливость». На содержание Цанит-Чоре выделялись средства от всех хурулов улуса. Хозяйственный совет, состоявший из старшего багши улуса и шанзабы, ведали хозяйственной жизнью школы.

## Ликвидация школы
В 1931 году в газете «Ленинский путь» была опубликована статья «Крепость врага», где отмечалось, что «деятельность „высшей духовной школы“, организовавшей вокруг себя сотни молодых людей и превращающей их в офицеров поповской армии, есть акт антисоветской религиозно-политической борьбы с нами».
Решение о закрытии школы было принято КалмОИК ещё в 1931 году. В 1932 году отдельных гелюнгов заставили признаться, что они не могут содержать школу, была произведена опись имущества. 24 мая 1933 г. составили новую опись, в которой значились 189 бурханов висячих из материала, 46 медных разных размеров, 58 в рамках; 564 цекце медных, 17 серебряных; 2 серебряные бумбы, 8 мандря, 1 серебряное зеркало, 18 эмалированных черных чашек, 4 маленьких колокольчика, 18 кенгерге, 10 донджок, 6 дунг и много других предметов религиозного культа и быта. В комиссию по описи имущества Цанит-Чоре входили от Ленинского сельсовета Центрального улуса Манжеев, Шараев, Дармаев, от духовных лиц — Г. Яшкулов, Н. Медеров, О. Пашнанов.
В связи с этими конкретными действиями властей хамбо Агван Доржиев в течение 1932—1935 гг. неоднократно обращался в ЦИК СССР, в Постоянную комиссию по делам культов при президиуме ВЦИК, калмыцкий ОИК, лично к М. И. Калинину и П. Г. Смидовичу.
13 февраля 1933 года на основании ходатайства Центрального уисполкома Калмыцкий облисполком принимает окончательное решение о закрытии Цаннид-Чойра. Тем не менее вплоть до февраля 1935 года в хуруле, построенной при академии, продолжали совершать молебны. В 1935 году при хуруле проживало три гелонга.
Официальное закрытие буддийской религиозно-философской академии Цаннид-Чойра было утверждено постановлением ВЦИК от 20 марта 1935 года Президиум ЦИК СССР от 30 марта 1936 года, заслушав ходатайство Агвана Доржиева о возвращении принадлежащего ему имущества бывшей буддийской школы, постановил отклонить его ходатайство, считать школу прекратившей своё существование с 1931 года, дома и другие постройки передать сельсовету для культурно-просветительной цели, а остальное имущество реализовать в соответствии со ст. 40 постановления ЦИК СНК РСФСР от 8 апреля 1929 г. «О религиозных объединениях».
20 апреля 1936 года председатель Центрального уисполкома Мукоскуев доносил Калмыцкому ЦИКу о том, что все дома и постройки Цанит-Чоре переданы Ленинскому сельсовету, имущество, а именно бурханы, все инструменты (музыкальные), бурханные одеяния — парчовые, бархатные, полный том (вероятно, имеется в виду комплект) Ганджура переданы в республиканский музей. Деревянные столы, шкафы, халаты и другая утварь были проданы с торгов, вся выручка сдана в Госбанк. Серебряные чашечки (тяклин цекц), разные большие и маленькие тарелки весом около 3,5 кг сданы в Госбанк для отправки в Москву, в Монетный двор.
Все бурханы, сделанные из металла, бурханные украшения и одеяния (парчовые и бархатные), полный комплект Ганджура были переданы Краеведческому музею, созданному 5 мая 1930 года. О судьбе библиотеки буддийской школы известно из докладной записки начальника архивного отдела НКВД КАССР Герасимовича, направленной заместителю начальника оргметодотдела ГАУ НКВД СССР Старову: «после закрытия Цанит-Чоре все рукописи были переданы краеведческому музею, разбору они не поддались, потому что не оказалось специалиста по зая-пандитской письменности. По этой причине все рукописи сложили в складское помещение музея. Архивный материал Цанит-Чоре не был описан, потому мог быть расхищен»

## Источник
- Джанджиев В. Д.-Г., Санджиев А. Б., Хурулы Калмыкии, Элиста, НПП «Джангар», 2007, стр. 17